# Pljakovo
Pljakovo (en serbe cyrillique : Пљаково) est un village de Serbie situé dans la municipalité de Kuršumlija, district de Toplica. Au recensement de 2011, il comptait 55 habitants.

## Démographie
| 1948 | 1953 | 1961 | 1971 | 1981 | 1991 | 2002 | 2011 |
| ---- | ---- | ---- | ---- | ---- | ---- | ---- | ---- |
| 330  | 304  | 239  | 171  | 148  | 81   | 78   | 55   |

|  |